# Mary Elizabeth McGlynn

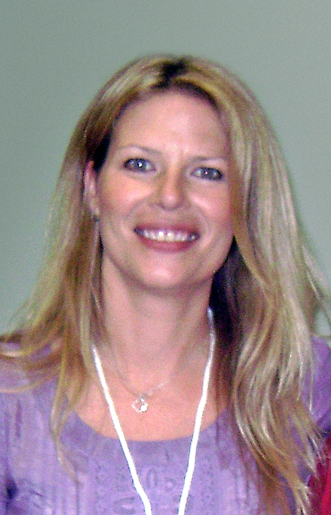
Mary Elizabeth McGlynn (2009)

Mary Elizabeth McGlynn (* 16. Oktober 1966 in Los Angeles, Kalifornien) ist eine US-amerikanische Synchronsprecherin sowie Regisseurin, Schauspielerin, Sängerin und Drehbuchautorin.

## Leben und Karriere
McGlynn war im englischen Sprachraum in zahlreichen Anime-Fernsehserien und Filmen als Synchronsprecherin sowie Regisseurin tätig. Ebenso lieh sie Figuren in etlichen Computerspielen ihre Stimme. 2007 gewann sie den American Anime Award als beste weibliche Synchronsprecherin für ihre Rolle Major Motoko Kusanagi in der Anime-Fernsehserie Ghost in the Shell: Stand Alone Complex. Bekannt ist sie unter anderem für ihre Computerspiel-Sprechrollen Caroline in Vampire: Die Maskerade – Redemption (2000), Rosso the Crimson in Dirge of Cerberus: Final Fantasy VII (2006), Nora in Final Fantasy XIII (2009) und SIE in Alpha Protocol (2010), sowie für ihre Anime-Sprechrollen Julia in Cowboy Bebop (1998–1999), Helba und Bordeaux im .hack-Franchise (2002–2007), Jaguara in Wolf’s Rain (2003), Kurenai Yūhi im Naruto-Franchise (2003–2010) und Cornelia li Britannia in Code Geass – Lelouch of the Rebellion (2008). Zudem hatte sie die englische Synchronregie in etlichen Folgen der Serien Cowboy Bebop (1998–1999), Naruto (2003–2007) für die sie 2008 den Society for the Promotion of Japanese Animation Award als beste Synchronregisseurin gewann, Naruto: Shippûden (2007–2009), Bleach (2009–2010), Wild Animal Baby Explorers (2010) und Blade (2011), sowie in den vier Naruto Filmen.
Sie sang die Musik von Akira Yamaoka in den Computerspielen Silent Hill 3 (2003), Silent Hill 4: The Room (2004), Silent Hill: Origins (2007) und Silent Hill: Shattered Memories (2009), sowie für die Realfilme Silent Hill (2006) und Silent Hill: Revelation (2012).
McGlynn spielte als Schauspielerin auch in einigen Filmen, wie etwa in Mom’s Outta Sight (1998), Billy Frankenstein (1998), Hilfe, mein Dad ist unsichtbar (1998), The Kid with X-ray Eyes (1999), Air Rage – Terror in 30.000 Feet (2001), Quality Time (2008) und im Kurzfilm Todd of the Rings (2012). Zu den Fernsehserien, in denen sie Auftritte hatte, gehören Zurück in die Vergangenheit (1993), Walker, Texas Ranger (1994), Xena – Die Kriegerprinzessin (1995), Mord ist ihr Hobby (1996), Renegade – Gnadenlose Jagd (1996), Palm Beach-Duo (1996), Sister, Sister (1997) und Star Trek: Raumschiff Voyager (1998).
McGlynn ist mit dem Schauspiel- und Synchronsprechkollegen Daran Norris verheiratet.

## Filmografie (Auswahl)

### Anime (Stimme)
- 1992: Bastard!!
- 1995: Street Fighter II V (Fernsehserie)
- 1996: Rurouni Kenshin (Fernsehserie)
- 1997: Prinzessin Mononoke (Mononoke-hime)
- 1997: Perfect Blue
- 1998: Trigun (Fernsehserie)
- 1998: Serial Experiments Lain (Fernsehserie)
- 1998–1999: Cowboy Bebop (Fernsehserie, fünf Folgen; Synchronregie in 25 Folgen)
- 2000: Ekusu doraibâ (Fernsehserie, drei Folgen)
- 2000: Vandread (Fernsehserie)
- 2000: Argento Soma (Fernsehserie)
- 2000–2003: Digimon: Digital Monsters (Fernsehserie, 30 Folgen)
- 2001: X (Fernsehserie)
- 2001: Cowboy Bebop: Tengoku no tobira
- 2001–2002: Chicchana yuki tsukai Shugâ (Fernsehserie, 24 Folgen)
- 2002: Ai Yori Aoshi (Fernsehserie)
- 2002–2003: .hack//Sign (Fernsehserie, zwei Folgen)
- 2003: Wolf’s Rain (Fernsehserie, fünf Folgen)
- 2003: Planetes (Fernsehserie, eine Folge)
- 2003: Ghost in the Shell: Stand Alone Complex (Kôkaku kidôtai: Stand Alone Complex, Fernsehserie, drei Folgen)
- 2003: Gungrave (Fernsehserie)
- 2003–2006: Naruto (Fernsehserie, 33 Folgen; Synchronregie von 2003 bis 2007 in 193 Folgen)
- 2004: Ghost in the Shell 2 – Innocence (Innocence)
- 2005–2006: Kôkyô shihen Eureka Sebun (Fernsehserie, 29 Folgen)
- 2006: Ghost in the Shell: S.A.C. Solid State Society
- 2006–2008: Digimon Data Squad (Fernsehserie, sechs Folgen)
- 2007–2010: Naruto: Shippûden (Fernsehserie, 36 Folgen; Synchronregie von 2007 bis 2009 in 96 Folgen)
- 2008: Code Geass – Lelouch of the Rebellion (Fernsehserie)
- 2008: Yuna & Stitch (Synchronregie in zwei Folgen)
- 2009: Kurokami: The Animation (Fernsehserie, 20 Folgen)
- 2009: Hagane no Renkinjutsushi: Fullmetal Alchemist (Fernsehserie, eine Folge)
- 2009–2010: Bleach (Fernsehserie, 11 Folgen; Synchronregie in 36 Folgen)
- 2010: Iron Man – Die Zukunft beginnt (Iron Man: Armored Adventures, Fernsehserie, eine Folge)
- 2011: Marvel Anime: X-Men (Fernsehserie, vier Folgen)
- 2011: Blade (Fernsehserie, Synchronregie in neun Folgen)
- 2011–2013 Shelf Life (Fernsehserie, drei Folgen)

### Filme
- 1998: Mom’s Outta Sight
- 1998: Billy Frankenstein
- 1998: Hilfe, mein Dad ist unsichtbar (Invisible Dad)
- 1999: The Kid with X-ray Eyes
- 2001: Air Rage – Terror in 30.000 Feet (Air Rage)
- 2008: Quality Time
- 2008: Resident Evil: Degeneration (Baiohazâdo: Dijenerêshon, Stimme)
- 2012: Todd of the Rings (Kurzfilm)

### Fernsehserien
- 1993: Zurück in die Vergangenheit (Quantum Leap, eine Folge)
- 1994: Walker, Texas Ranger (eine Folge)
- 1995: Xena – Die Kriegerprinzessin (Xena: Warrior Princess, eine Folge)
- 1996: MADtv (eine Folge)
- 1996: Mord ist ihr Hobby (Murder, She Wrote, eine Folge)
- 1996: Renegade – Gnadenlose Jagd (Renegade, eine Folge)
- 1996: Immer Ärger mit Dave (Dave’s World, eine Folge)
- 1996: Palm Beach-Duo (Silk Stalkings, eine Folge)
- 2006–2009: Disneys Tauschrausch (drei Folgen, Stimme)
- 1997: Sister, Sister (eine Folge)
- 1998: Star Trek: Raumschiff Voyager (Star Trek: Voyager, eine Folge)
- 1998: Schief gewickelt (eine Folge)
- 2010: Wild Animal Baby Explorers (Synchronregie in 13 Folgen)
- 2012: Die Avengers – Die mächtigsten Helden der Welt (The Avengers: Earth’s Mightiest Heroes, zwei Folgen, Stimme)
- 2018–2020: She-Ra und die Rebellen-Prinzessinnen (She-Ra and the Princesses of Power, 52 Folgen, Synchronregie)
- 2019–2021: Carmen Sandiego (23 Folgen, Stimme)

### Computerspiele (Stimme)
- 2000: Vampire: Die Maskerade – Redemption (Vampire: The Masquerade – Redemption)
- 2003: Drakengard (Drag-On Dragoon, Sprechrolle und Synchronregie)
- 2003: Castlevania (Sprechrolle und Synchronregie)
- 2003: Front Mission 4
- 2004: Vampire: The Masquerade – Bloodlines
- 2005: Devil May Cry 3: Dantes Erwachen
- 2005: Wild Arms: The 4th Detonator
- 2005: Dungeons & Dragons: Dragonshard
- 2006: Dirge of Cerberus: Final Fantasy VII
- 2007: Supreme Commander
- 2007: Resident Evil: The Umbrella Chronicles (Synchronregie)
- 2008: Devil May Cry 4 (Sprechrolle und Synchronregie)
- 2009: Afro Samurai (Sprechrolle und Synchronregie)
- 2009: Red Faction: Guerrilla
- 2009: Tekken 6
- 2009: Silent Hill: Shattered Memories (Sprechrolle und Synchronregie)
- 2009: Final Fantasy XIII
- 2009: League of Legends (als Diana)
- 2010: End of Eternity (Synchronregie)
- 2010: Alpha Protocol
- 2011: Saints Row: The Third
- 2012: Street Fighter X Tekken
- 2012: Darksiders 2
- 2013: The Last of Us
- 2014: Diablo III: Reaper of Souls (Sprechrolle)[1]

### Musik
- 2003: Silent Hill 3
- 2004: Silent Hill 4: The Room
- 2006: Silent Hill
- 2007: Silent Hill: Origins
- 2009: Silent Hill: Shattered Memories
- 2012: Silent Hill: Revelation

### Drehbuch
- 2001: Digimon: Digital Monsters (Fernsehserie, zwei Folgen)
- 2003: Wolf’s Rain (Fernsehserie, eine Folge)

## Auszeichnungen
- 2007: American Anime Award als beste weibliche Synchronsprecherin für Ghost in the Shell: Stand Alone Complex
- 2008: Society for the Promotion of Japanese Animation Award als beste Synchronregisseurin für Naruto